# Anton Albers der Jüngere
Anton Albers der Jüngere (* 23. Dezember 1877 in Bremen; † 23. Dezember 1915 in Dünaburg, Russisches Kaiserreich) war ein deutscher Maler.

## Leben

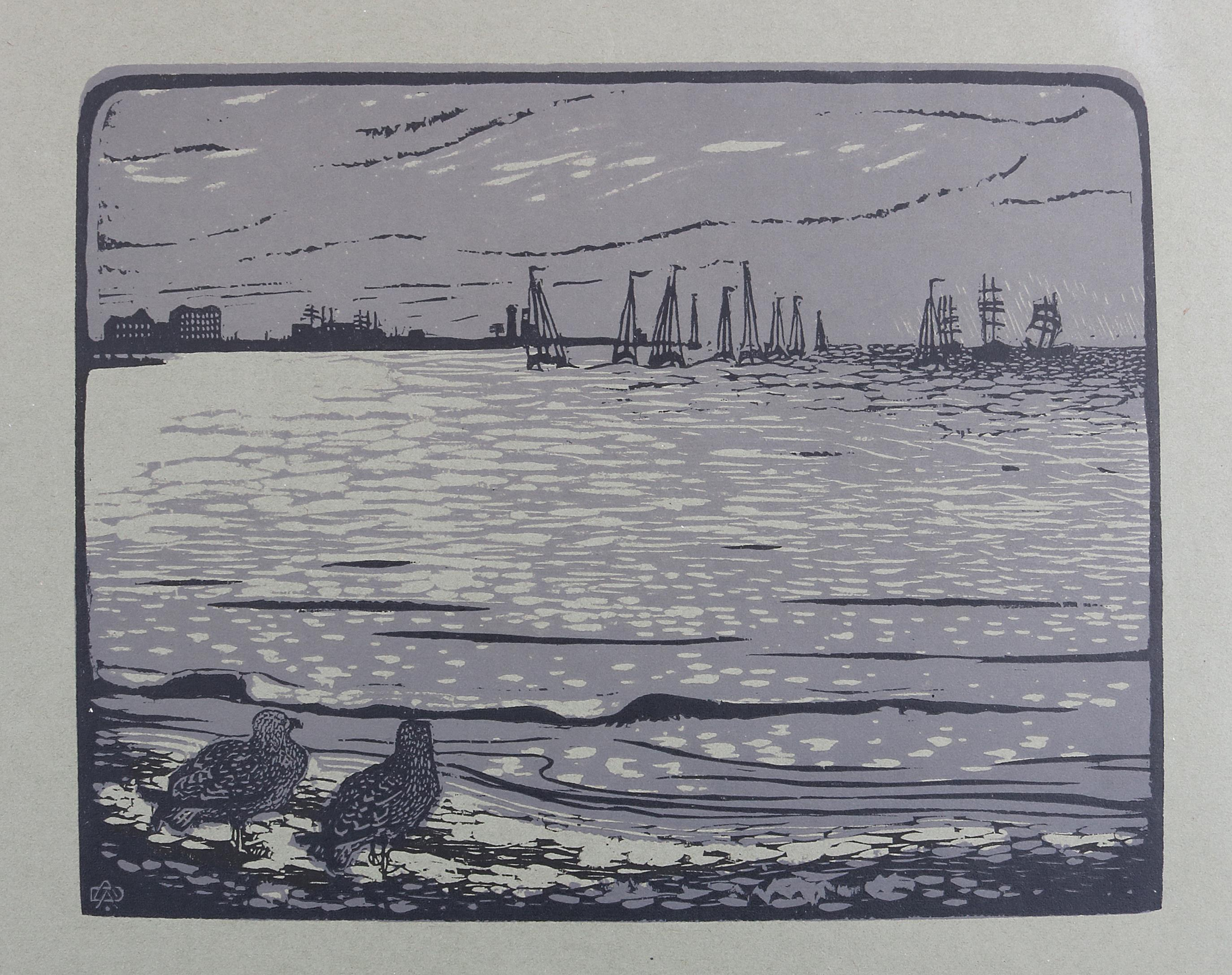
Anton Albers: Die Rhede, Holzschnitt

Anton Dietrich Albers d. J. wurde als Sohn des Kaufmanns Anton Daniel Albers (1840–1895) und Nanny Klée (1846–1896) in Bremen geboren. Er begann zunächst eine Kaufmannslehre und studierte ab 1897 an der Kunstakademie in Karlsruhe bei Gustav Schönleber. Nach seiner Studienzeit lebte Albers längere Zeit in Paris und Rom. Am 24. Dezember 1909 heiratete er die Bremerin Charlotte Nielsen in Rom.
Neben Landschaftsbildern und Porträts schuf Albers vor allem eindrucksvolle Holzschnitte. Reisen führten ihn nach Griechenland und Ägypten, ehe er sich ab 1911 in Rönnebeck an der Weser niederließ. Er war Soldat im Ersten Weltkrieg und starb am 23. Dezember 1915 in einem russischen Kriegslazarett.
Die Grabstätte von Anton Albers befindet sich auf dem Friedhof der Kirche Rönnebeck Farge.
Nach seinem Tod war seine Frau Charlotte in zweiter Ehe (11. August 1920) mit Harry („Henner“) Becker (1885–1949), dem jüngsten Bruder der Malerin Paula Modersohn-Becker, verheiratet.
Sein Urgroßvater war der Bremer Senator Anton Daniel Albers (1774–1841).

## Ausstellungen
- 1927 wurden Teile seines Werks in einer Einzelausstellung in der Bremer Kunsthalle gezeigt.
- 2014 Kunsthalle zu Kiel - Vertreten in der Ausstellung „Der Erste Weltkrieg als Ende europäischer Künstlerwege“[2]

## Werke (Auswahl)
- Weser bei Vegesack[3]
- Boote auf der Unterweser